# Francisco Guilledo
Francisco Guilledo, meglio conosciuto come Pancho Villa (Ilog, 1º agosto 1901 – San Francisco, 14 luglio 1925), è stato un pugile filippino campione del mondo dei pesi mosca dal 18 luglio 1923 al 4 luglio 1925. La International Boxing Hall of Fame lo ha riconosciuto fra i più grandi pugili di ogni tempo. Nel 2002 la rivista Ring Magazine lo ha inserito al 59º posto nella propria classifica dei primi migliori 80 pugili degli ultimi 80 anni.

## Biografia
Divenne professionista nel 1919.
Alto solamente 154 cm e pesante 51 kg, vinse il titolo mondiale dei pesi mosca nel 1923, divenendo acclamato come "il più grande pugile asiatico della storia della boxe". Non subì mai un K.O. in tutta la sua carriera, che terminò con la morte alla giovane età di 23 anni, a causa di angina di Ludwig causata dall'aver trascurato un'infezione alle gengive. È sepolto al Manila North Cemetery nelle Filippine.